# Pitchcombe
Pitchcombe – wieś i civil parish w Anglii, w Gloucestershire, w dystrykcie Stroud. W 2011 civil parish liczyła 232 mieszkańców.